# Günthersleben-Wechmar
Günthersleben-Wechmar é uma vila e antigo município da Alemanha localizado no distrito de Gota, estado de Turíngia.
Günthersleben-Wechmar foi a Erfüllende Gemeinde (português: municipalidade representante ou executante) do município de Schwabhausen. Desde julho de 2018 é parte do município de Drei Gleichen.